# Рогози (Бистрицьке лісництво, квартал 67)
Рого́зи — заповідне урочище в Україні. Розташоване на території Надвінянського району Івано-Франківської області, на захід від села Бистриця.
Площа — 43,3 га, статус отриманий у 1980 році. Перебуває у віданні ДП «Надвірнянський лісгосп» (Бистрицьке лісництво, квартал 67, виділи 1, 4, 9—11, 17).